# Parc des Buttes-Chaumont

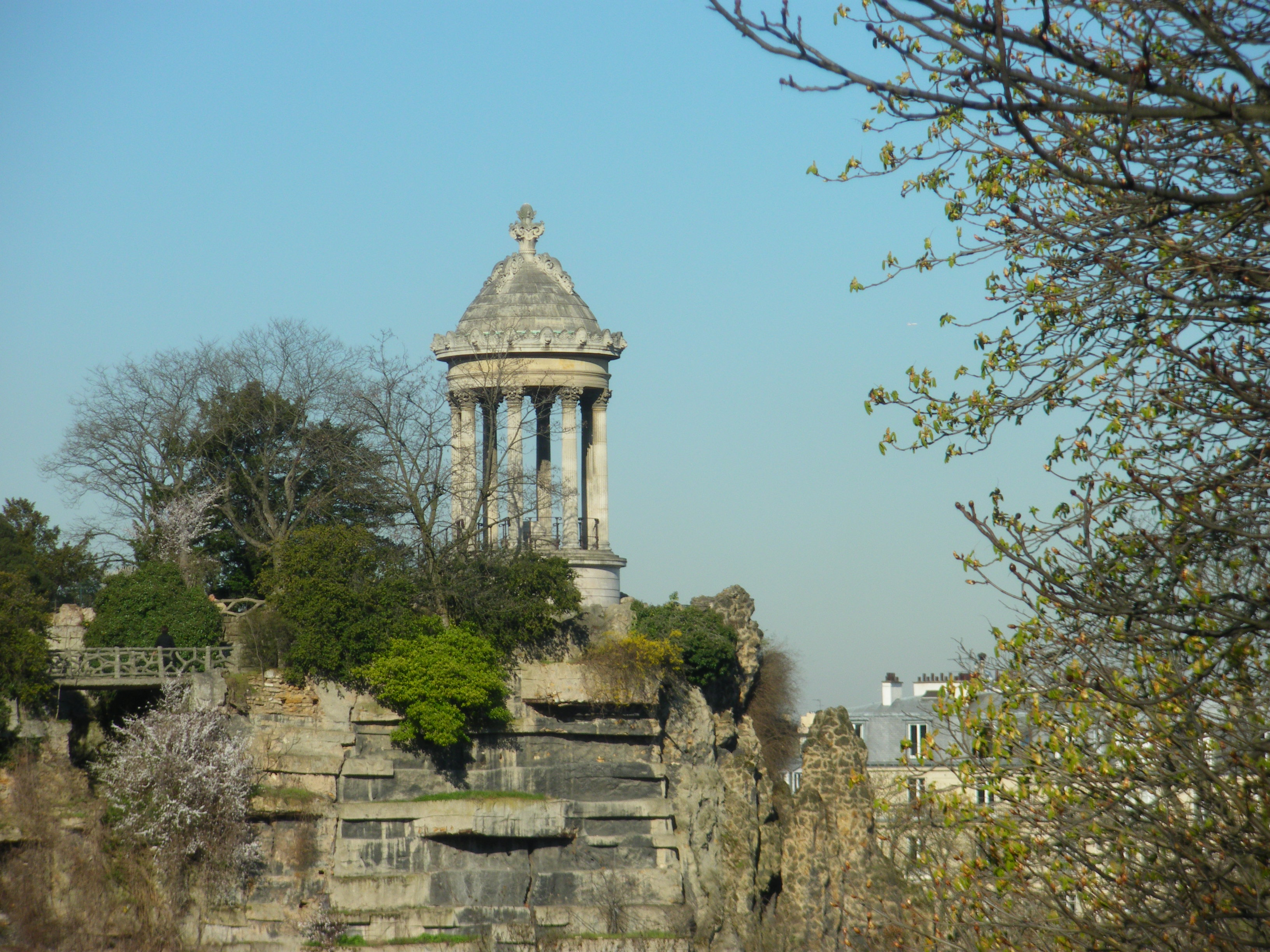
El temple de la Sibil·la al mig de l'illa del llac

El parc des Buttes-Chaumont és un jardí públic situat al nord-est de París, al 19è districte. D'una superfície de 24,73 hectàrees, és el tercer més gran dels 426 jardins amb què compta París (el primer sent el parc de la Villette i el segon el Jardí de les Teuleries). Napoleó III el va fer realitzar per Haussmann; el seu dissenyador és Jean-Charles Alphand que ha condicionat també entre altres el bosc de Boulogne, amb la corba que destrona la línia recta de la tradició francesa del paisatge.
En aquest barri es trobaven les antigues pedreres d'extracció de guix i de pedra per a la construcció dels immobles parisencs (als districtes centrals). El parc s'ha construït sobre la més gran d'aquestes pedreres.
La seva entrada principal se situa sobre la plaça Armand-Carrel on es troba l'ajuntament del 19è districte, prop de l'estació de metro Laumière a la línia 5.
Important lloc de l'esoterisme parisenc del segle xix, el parc i sobretot el temple de la Sibil·la, construït en 1869 per l'arquitecte Gabriel Davioud, seria al cor d'una estrella de cinc puntes mística de la que els punts cardinals fan la felicitat dels caçadors de misteri dels diumenges. El parc acull encara actualment reunions nocturnes «secretes» d'alguns il·luminats, a gran disgust de les autoritats parisenques. La xarxa de galeries de l'antiga pedrera, avui tancada, portaria, segons les remors d'iniciats, a una sala secreta, lloc de poder màgic. El subsòl fins i tot del parc seria ric en artefactes (com els famosos Tarot dels Avatars) enterrat en el transcurs d'estranys rituals.

## Particularitats

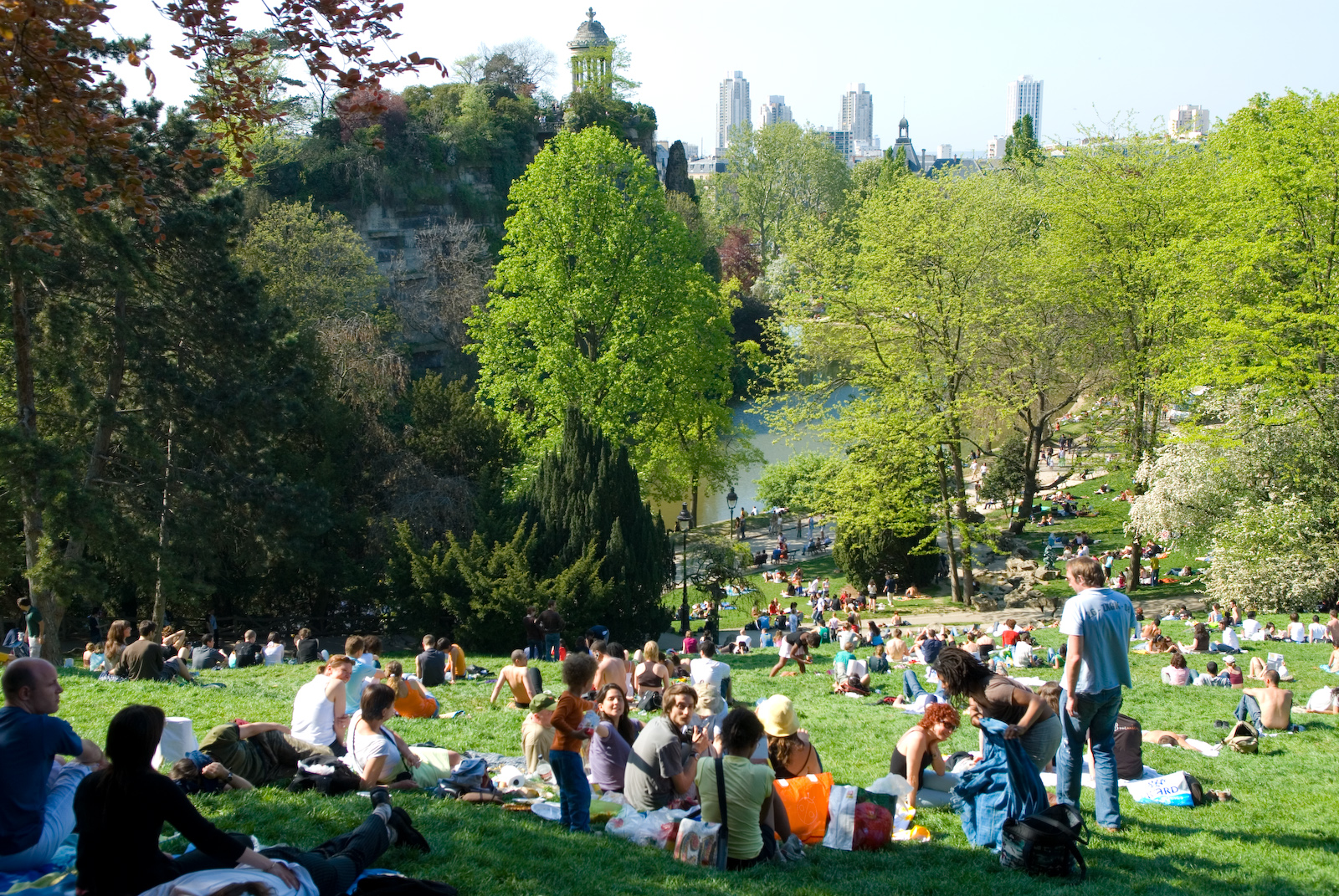
És un dels parcs que a l'estiu fa la funció de platja a la ciutat

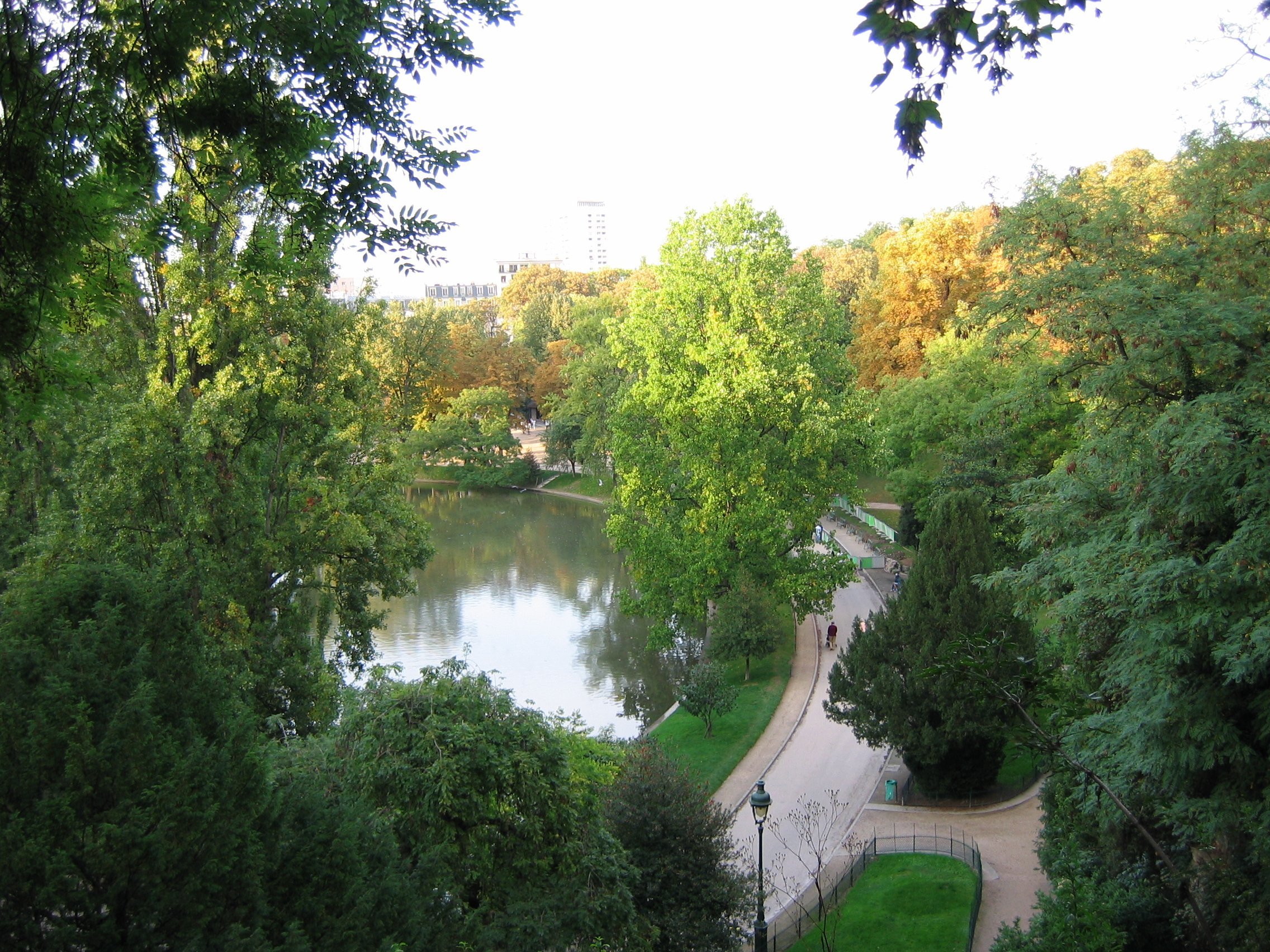
Vista del parc

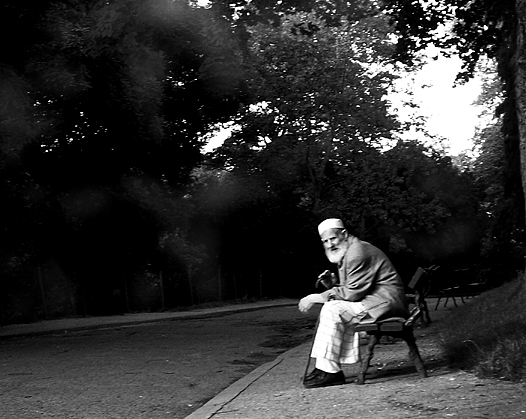
Un home al parc

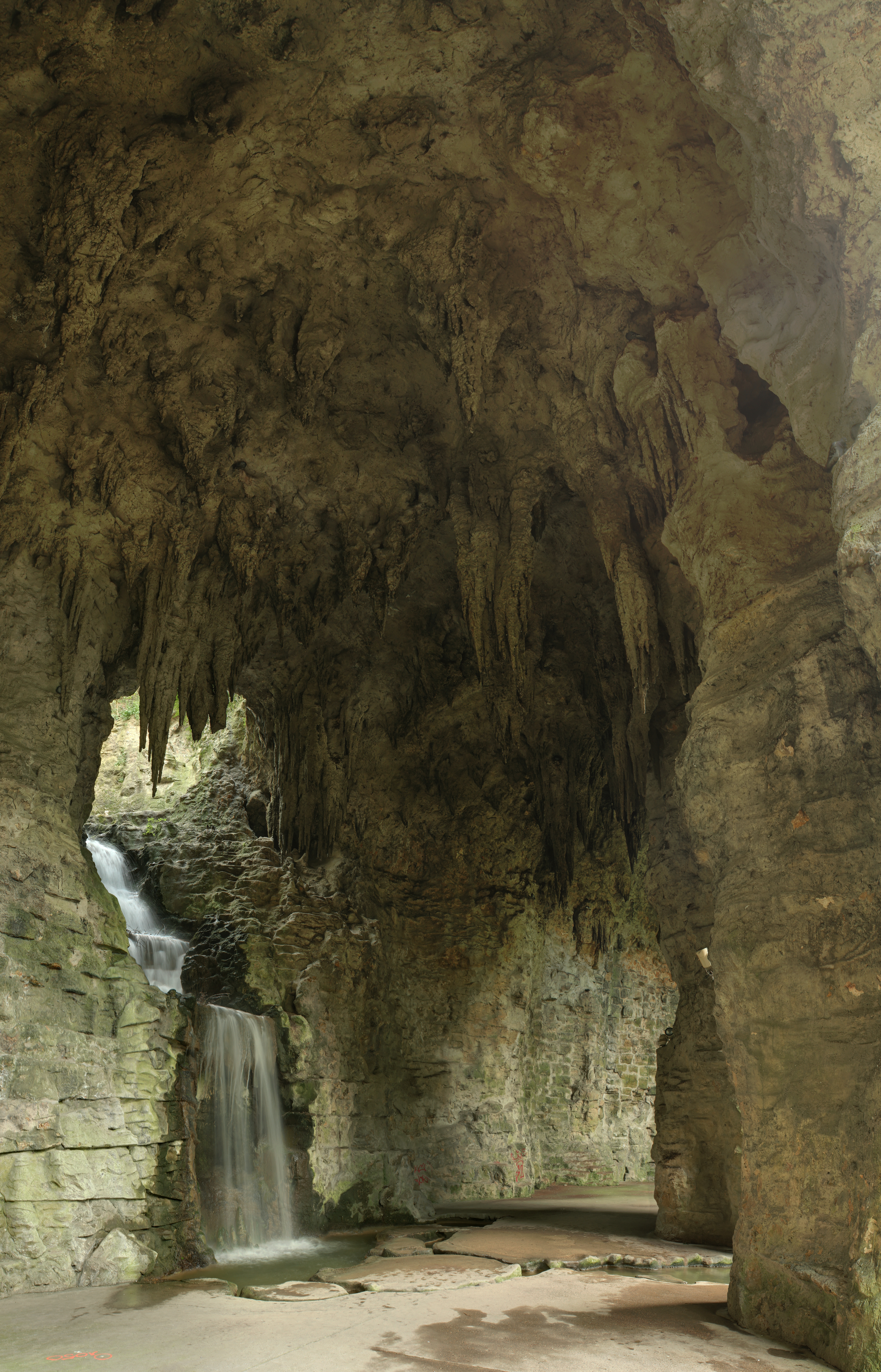
La gruta

Aquest parc conté plantacions molt variades, és el parc públic parisenc més ric en varietats d'espècies, es pot destacar: un sophora del que les branques s'inclinen cap a les aigües del llac, un plàtan d'Orient plantat el 1862 (6,35m de circumferència), un avellaner de Bizanci, dos ginkgo bilobas, un om de Sibèria, un cedre del Líban plantat el 1880...
Una multitud d'ocells es reparteixen el territori. Sense aspirar a l'exhaustivitat: cornelles, pardals, entenguem ramiers i coloms de les ciutats són els més coneguts. Hi abunden els estornells, garses, merles, mallerengues carboneres, mallerengues blaves, verderols, pinsans, pitroigs i pica-soques blaus entre d'altres. A la primavera se'ls uneixen per exemple, el martinet, el babau... I no és rar de veure o de sentir mallerengues de cua llarga, pica-soques, coloms colombins, grives, gaigs, orenetes de finestra, sota l'ull del falcó xoriguer o de l'esparver. Un fantàstic gamarús hi vaga. Sobre el llac, polles d'aigua, ànecs collverds i ànecs muts, ànecs salvatges, oques marines del Canadà, gavines (a l'hivern sobretot)... S'hi pot observar també la cuereta dels rierols.
Algunes xifres :
- 25 hectàrees aproximadament de superfície (247316 m²)
- 12 hectàrees de gespes
- 6 hectàrees de massissos de plantació
- 1,5 hectàrea de llac
- 1 hectàrea de fons de roca
- 4,5 hectàrees de circulacions
- 5,5 quilòmetres de vies
- 2,2 quilòmetres de camins

El penya-segat: 30 metres d'alçària. Accés per 2 ponts, un de maçoneria (alçada 22m, portada 12m), l'altre suspès (portada 65 metres).
Una escala excavada a la roca permet baixar fins al llac (173 graons).
El llac: 1,5 hectàrees de superfície, alimentat per 2 rierols.
La gruta: 14 metres d'ample. 20 metres d'alçària. Condecorada amb estalactites de les que les més grans fan 8 metres.
L'arquitectura:
6 pavellons a les entrades principals.
3 restaurants.
El parc des Buttes-Chaumont comprèn:
- un llac i la seva île du Belvédère.
- dos ponts:
  - el pont dels suïcidats,
  - el pont penjant,
- un salt d'aigua.
- una gruta.
- la Ligne de Petite Ceinture (antiga via de tren).
- un promontori.
- un teatre de Guinyol: el Théâtre guignol Anatole.